# NGC 6882
NGC 6882 = NGC 6885 ist ein offener Sternhaufen vom Trumpler-Typ III2p im Sternbild Fuchs am Nordsternhimmel. Er hat einen Durchmesser von 20 Bogenminuten und eine scheinbare Helligkeit von 8,1 mag. Der Haufen ist rund 2.000 Lichtjahre vom Sonnensystem entfernt.
Das Objekt wurde am 9. September 1784 von William Herschel entdeckt.